# 김제 문수사 마애여래좌상
김제 문수사 마애여래좌상(金堤 文殊寺 磨崖如來坐像)은 대한민국 전북특별자치도 김제시 황산동, 문수사 산신각 옆에 새겨져 있는 마애불이다. 1999년 11월 19일 전라북도의 유형문화재 제175호로 지정되었다.

## 개요
전라북도 김제시 황산동 문수사 산신각 옆에 새겨져 있는 마애불로, 1.7m 높이의 작은 바위에 선으로 불상을 새겼다.
민머리 위에는 상투 모양의 큼직한 머리묶음이 솟아 있는데, 머리는 마치 모자를 두른 것처럼 두툼하게 묘사되어 있다. 얼굴은 둥글고 원만한 편이며, 눈은 길고 가늘게 표현되어 있다. 눈썹에서 이어진 코는 큼직한 편으로 입 주위를 움푹 들어가게 묘사하여 코부분이 더욱 두드러져 보인다.
연꽃 모양의 대좌(臺座)에 앉아 있는 불상은 무릎 폭이 넓어 안정감 있어 보인다. 오른쪽 무릎은 약간 파손되었는데 원래 바위의 모양 때문인 것으로 보인다.
선으로 조각한 수법, 모자를 쓴 듯한 민머리, 큼직하면서 두툼한 코 등은 고려시대 마애불의 특징을 잘 보여준다. 평평한 바위를 이용하여 불상을 새긴 드문 예로 그 가치가 크다.

## 현지 안내문
관음전 뒤 산신당 기도처에 있는 이 불상은 바위에 석가모니를 조각한 마애불로 높이는 1.5m이다. 얼굴은 둥글고 원만한 모습이며 머리는 마치 모자를 쓴 듯 두툼하다. 눈은 가늘고 길게 처리하였으나 코는 큼직한 편이다. 손 자세는 석가가 보리수 밑에서 깊은 생각에 빠질때 취했던 선정인의 모습이다. 불상의 선 처리를 간략하게 처리한 점 등에서 고려시대 마매불의 특징을 잘 보여준다.

## 참고 자료
- 문수사마애여래좌상 - 국가유산청 국가유산포털